# Chiesa di Santa Maria Immacolata delle Grazie
La chiesa di Santa Maria Immacolata delle Grazie è una chiesa parrocchiale di Bergamo sul viale Papa Giovanni XXIII, in prossimità dei propilei chiamati anche Barriera delle Grazie, è il primo luogo di culto che il visitatore incontra arrivando dalla stazione ferroviaria.

## Storia

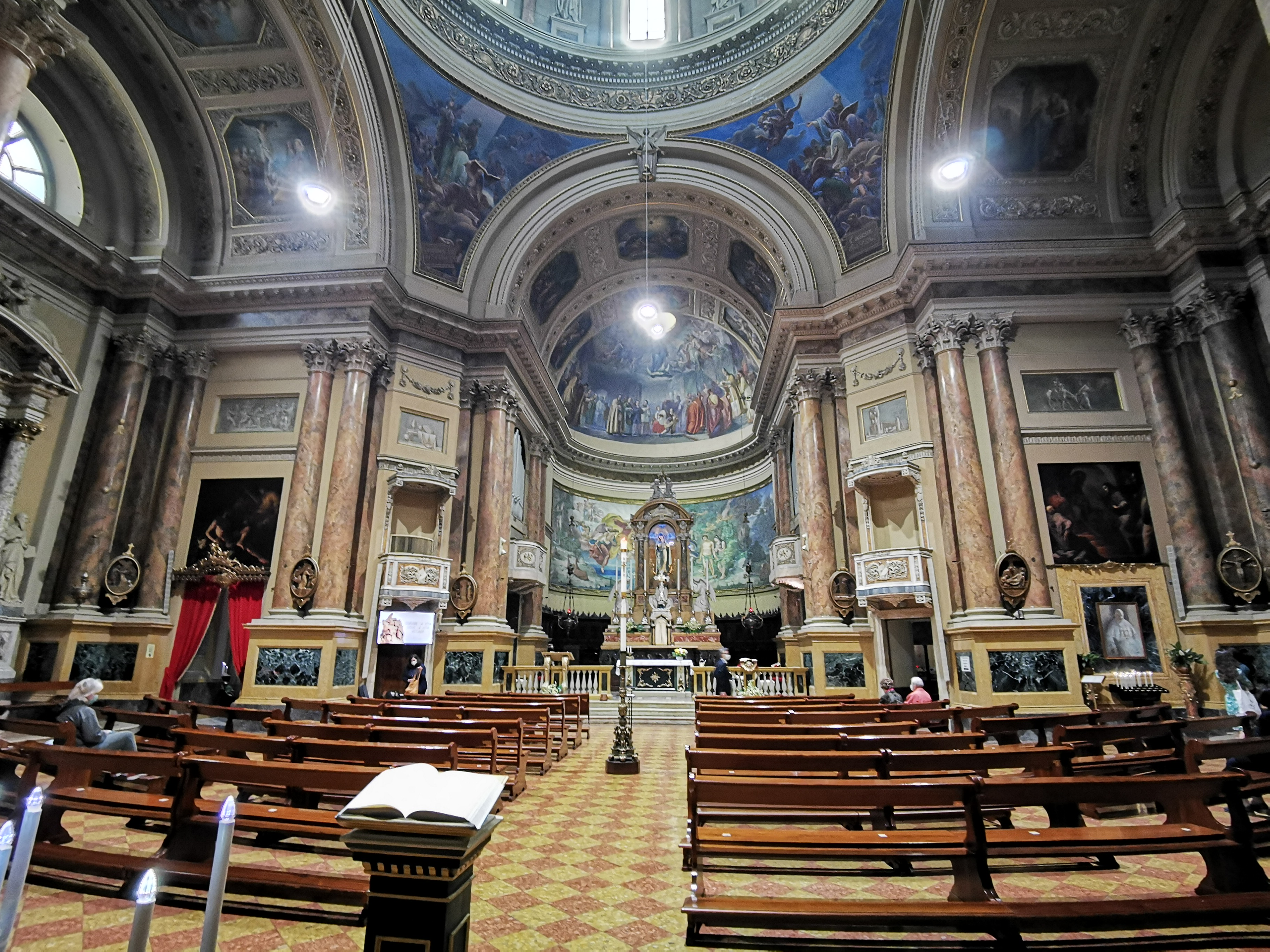
Interno

Bernardino da Siena, giunto a Bergamo per la seconda volta nel 1419 ed ospite del convento di San Francesco, voleva con la sua predicazione sedare le faide tra le famiglie guelfe e ghibelline della città. Fu Pietro Ondei di Alzano Lombardo, influenzato dalle prediche di Bernardino, a donare allo stesso una porzione di terreno perché vi fosse edificata una chiesa e il convento dei frati francescani. La chiesa fu fondata il 27 aprile 1422, in prossimità del prato di sant'Alessandro e delle Muraine dal vescovo Francesco Aregazzi, sopra un luogo di culto preesistente dedicato alla Carità o forse a santa Margherita, a convalidare la rappacificazione raggiunta . 
Il progetto di riorganizzazione urbana della città nel XIX secolo, prevedeva la realizzazione di un grande viale - Viale Papa Giovanni XXIII - che collegasse la stazione ferroviaria austro-ungarica, a porta sant'Agostino uno degli ingressi alla parte alta della città. Per questo l'ordine monastico venne soppresso nel 1810, la chiesa abbattuta nel 1856 per essere poi riedificata in una sede leggermente spostata.
L'antica basilica era dedicata alla Madonna delle Grazie, ma con la proclamazione dogmatica dell'Immacolata Concezione avvenuta l'8 dicembre 1854, il vescovo di Bergamo Pietro Luigi Speranza, ebbe desiderio di integrare la devozione della nuova chiesa intitolandola a santa Maria Immacolata delle Grazie, che divenne chiesa prepositurale e santuario con proclama del 7 dicembre 1878.
La nuova chiesa venne edificata tra il 1857 e il 1875 su progetto dell'architetto Antonio Preda, che riuscì a creare un edificio importante che ben si collocasse nella nuova situazione architettonica
Le opere d'arte che erano presenti nella chiesa furono salvate ma non tutte ricollocate in quella nuova, il Polittico opera di Vincenzo Foppa è conservato alla Pinacoteca di Brera.
Gli antichi ambienti divennero prima ricovero per malati e anziani e solo nel 1928 il palazzo sede della banca Credito Bergamasco.
Dei quattro chiostri ne sono rimasti due di cui uno non accessibile facendo parte del fabbricato della banca adiacente.

### Miracolo dell'affresco del Santo Jesus
Nelle vicinanze del convento vi era una cappella affrescata. L'affresco rappresentava l'immagine di Cristo mentre cadeva sotto il peso della croce sulla salita del Calvario. Il 30 aprile 1544 alcuni testimoni raccontarono di aver visto l'immagine sudare sangue, il sanguinamento si ripeté il 5 aprile 1575, periodo in cui era presente sul territorio di Bergamo san Carlo Borromeo che riconobbe il miracolo. Il 15 settembre 1608, alcuni ragazzi videro dall'affresco alzarsi il Cristo, sanguinare, spostare la croce sulla spalla libera, videro il suo manto cambiare di colore da blu e rosso in bianco con le bordure in oro, apparire sul suo corpo i segni della passione trasfigurandosi nell'immagine del Cristo risorto. Gli affreschi presenti sulla cappella che era vicina all'antica chiesa erano due, uno ricollocato nella cappella dedicata al santo, sopra l'altare ligneo realizzato da Caterina Caniana, mentre il secondo Cristo portacroce opera di Castello Giovanni Battista che era posizionato sopra la cancellata in ferro che accedeva all'altare della cappella del santo poi distrutto, dopo lo strappo venne conservato dalla Congregazione di Carità che lo consegnò nel 1878 all'Accademia Carrara: a. 

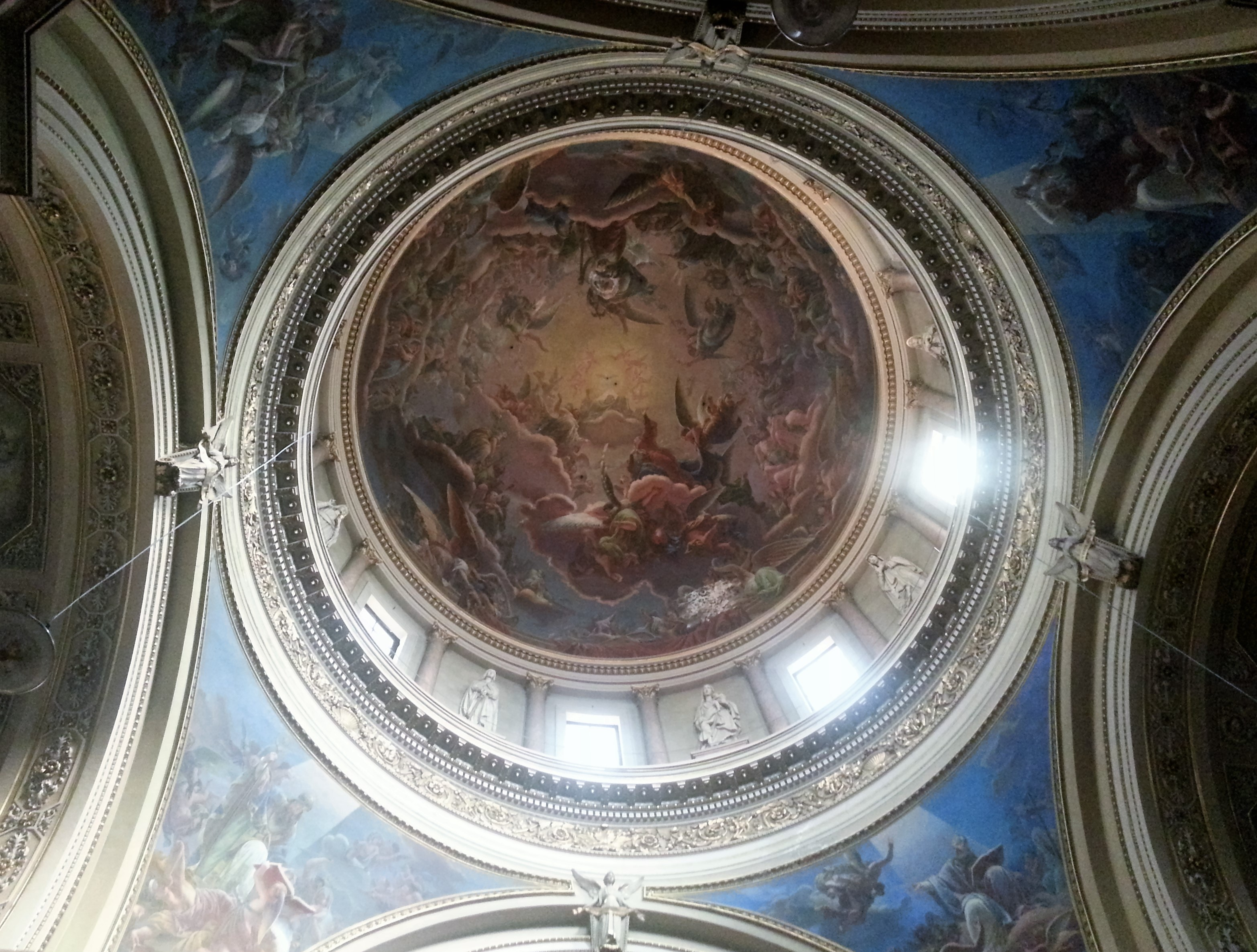
Chiesa Santa Maria Immacolata delle Grazie. Cupola

Quando la chiesa fu distrutta nel 1889, venne distrutta anche la cappella del Santo Jesus posta nelle vicinanze, l'affresco venne strappato e ricollocato in quella nuova inserita all'interno della chiesa consacrata nel 1875.
 Fu Papa Giovanni XXIII, negli anni del suo servizio di cappellano militare, a compiere le prime ricerche sulla storia dell'affresco e dell'antico convento. 
Nella chiesa ogni quindici giorni viene celebrata una messa alla memoria del miracolo che è festeggiato ogni 15 settembre.
I sanguinamenti e i relativi miracoli furono documentati da padre Francesco Gonzaga, autore dell'opera pubblicata nel 1587 “Dell'origine della serafica osservanza francescana” e ministro di Mantova, e da Candido Brugnoli, insegnante presso il medesimo di teologia che scrisse nel 1609 L'immagine del Re supremo dedicandone una sezione: “Le virtù miracolose della Croce”.

## Descrizione

### Esterno
L'edificio di culto si presenta con il classico orientamento a est ed è preceduto da un ampio sagrato con pavimentazione in pietra. L'imponente pronao ne caratterizza la facciata. Quattro grandi colonne a tuttotondo complete di alta basamento e terminanti con capitelli in pietra da cui c'imposta la trabeazione con fregio e cornicione che segue non solo sul pronao ma anche su parte della facciata. Il pronao si corona con il timpano triangolare con angeli che sorreggono una croce. La balaustra conclude il pronao. Altorilievi raffiguranti storie di santi concludono lateralmente la facciata. La trabeazione superiore con fregio posta nella parte centrale superiore con colonne e capitelli d'ordine corinzio regge il tamburo della cupola centrale. Finestre si alternano a nicchie vuote del tamburo atte a illuminare l'aula. L'imponente portale è lavoro dello scultore Costante Coter.

### Interno
L'interno della chiesa, in stile neoclassico, si presenta a croce greca; il tamburo, suddiviso a peristilio di sedici colonne, è sovrastato dalla grande cupola decorata con la Gloria di Maria da Enrico Scuri dal 1865 al 1868, con la collaborazione di altri artisti tra i quali Luigi Galizzi che realizzò l'Annunciazione, la Visitazione e gli Angeli che spargono fiori. Ad Antonio Guadagnini furono affidati i medaglioni che si fronteggiano sull'arco dell'atrio: la Natività e lo Sposalizio di Maria.

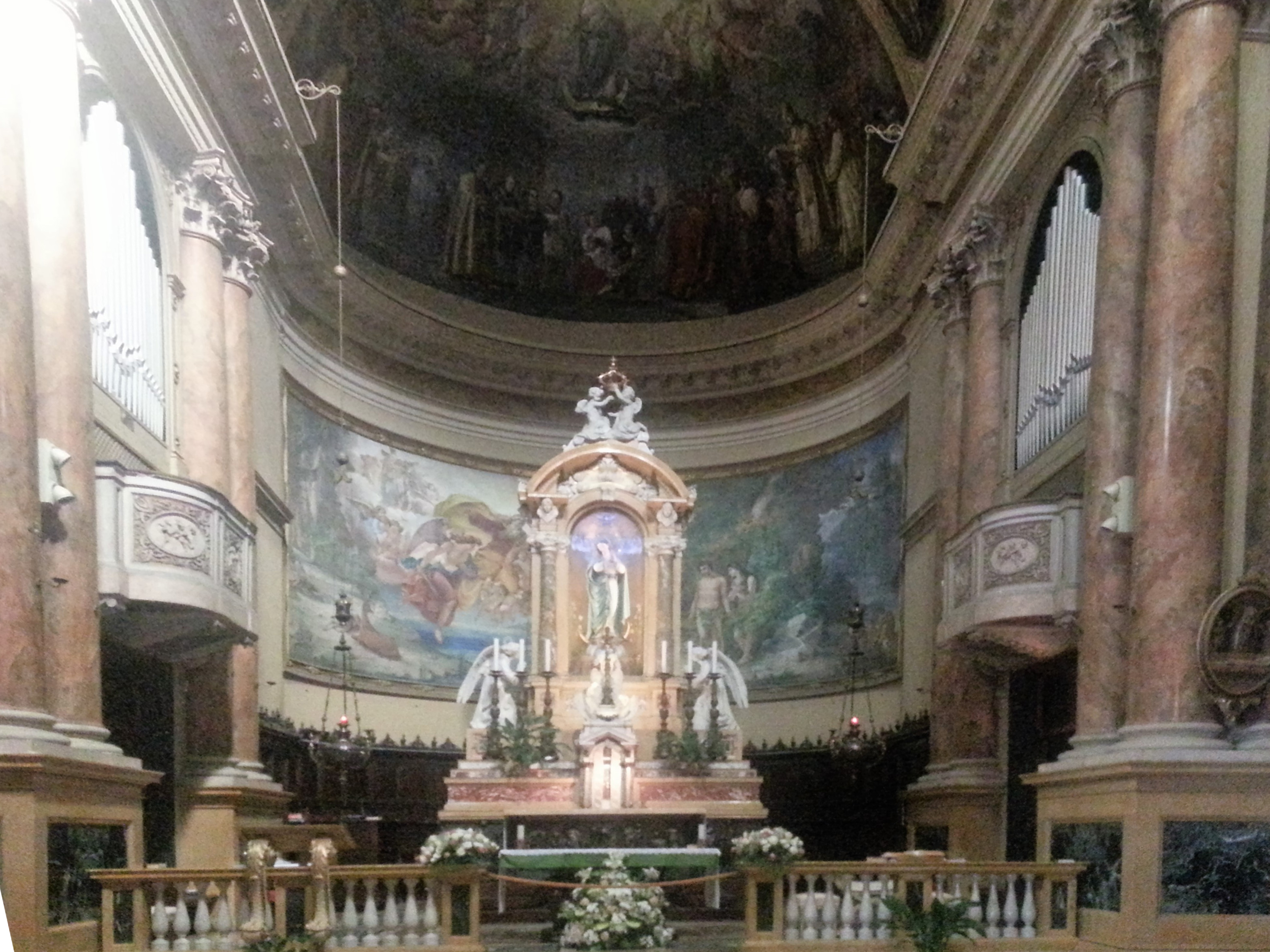
Abside chiesa di Santa Maria Immacolata delle Grazie- Enrico Scuri

L'abside è affrescata con Papa Pio IX che proclama il Dogma dell’Immacolata realizzato da Giovanni Battista Epis, mentre l'altare maggiore fu consacrato nel 1907 da Angelo Roncalli e raffigura le Eroine bibliche opera dei fratelli Cesare e Andrea Paleni.
Nella percorso che va dalla cappella alla sagrestia, è esposto al pubblico il ciclo di affreschi opera di Jacopino Scipioni eseguiti nei primi anni del XVI secolo per la cappella della Trinità. Ne è testimonianza l'atto notarile del 12 agosto 1507 che stabiliva la cifra del pagamento per l'esecuzione dell'opera da parte dei committenti Cassotti de' Mazzoleni. Gli affreschi furono rimossi nel 1857 dalla chiesa e acquistati dall'avvocato Giuseppe Maria Bonomi che li portò a Vertova nell'ex chiesa del convento dei Cappuccini da lui trasformata in dimora. Il ciclo pittorico raffigura la storia di san Francesco. La Provincia di Bergamo li ha acquistati nel 2003 e riconsegnati alla chiesa. Il recupero degli affreschi ha permesso la ricostruzione di come doveva essere la cappella della Trinità che venne distrutta insieme alla chiesa. L'ambiente aveva pianta quadrata, di cinque metri per lato con il soffitto ad ombrello ottagonale, con tre lunette per lato e sotto i corrispondenti quadrati divisi su due ordini dove un cartiglio in caratteri gotici spiegava gli affreschi raffiguranti il ciclo delle storie di san Francesco.